# Алла Кушнір (танцюристка)
А́лла Кушні́р (нар. 11 червня 1985, Миколаїв) — українська танцюристка східних танців, віцечемпіонка світу та Європи зі східних танців, переможниця міжнародних танцювальних конкурсів; фіналістка першого сезону шоу «Україна має талант». Має 246 тисяч підписників на власному Youtube-каналі та мільйонні перегляди її танцювальних відео.

## Біографія
Народилася у Миколаєві 11 червня 1985 року.
З дитинства прагнула до великої сцени. У дитячому садку часто була ведучою свят, концертів. Батьки сприяли розвитку Алли і у 12 років віддали її до спеціалізованої школи «Академія дитячої творчості». Тут вона вчилася живопису, моделюванню одягу та хореографії. Кожного року академія брала участь у фестивалі дружби і творчості «Золотий лелека».
На другому курсі юридичної академії почала самостійно вивчати танець живота. З 2003 року перебувала у США, де вивчала східний танець.
Освіта:
- 1995-2002 — школа № 58, Миколаїв;
- 2001-2008 — Національний університет "Одеська юридична академія", Одеса.

## Нагороди
- 2007, 2008, 2009 — чемпіонка України з танцю живота серед професіоналів[4];
- 2007 — срібна призерка чемпіонату світу у Москві[5]; (Відео фінального вступу[6])
- 2007-2009 — фіналістка міжнародної танцювальної олімпіади в Москві;
- 2008 — срібна призерка конкурсу «Зроблено в Росії»;
- 2008 — срібна призерка чемпіонату Європи з танцю живота у Білорусі, Мінськ;
- 2008 — переможниця конкурсу «Oriental Bazar» у Німеччині, Берлін[7].

## Телебачення
- 2008 — зйомки першого фільму про танець живота «Казки піску. Частина 2»;
- 2008 — участь у телепроєкті «Hezzi ya Nawaem», Ліван[3];
- 2009 — участь у телепроєкті «Україна має талант», Україна;
- 2014 — перемога у телепроєкті «Al Rakesa», Єгипет[3];[8]

Ведуча програми «Східні танці» на телеканалі MAXXI TV.